# Болгарія та євро
Болгарія зобов'язалася перевести свою валюту, лев, на євро після приєднання до Європейського Союзу в 2007 році, як зазначено в її договорі про вступ до ЄС. Перехід відбудеться, як тільки країна виконає всі критерії зближення до євро; наразі вона відповідає чотирьом із п'яти критеріїв, винятком є членство протягом щонайменше двох років в офіційному механізмі обмінного курсу ЄС (ERM II). Болгарські євромонети ще не розроблені, але їх мотив був обраний як Мадарський вершник. Болгарія офіційно приєдналася до ERM II 10 липня 2020 року. 30 червня 2021 року представники уряду та центрального банку Болгарії прийняли проєкт національного плану запровадження євро. Раніше того дня вони заявили про намір Болгарії прийняти євро 1 січня 2024 року.
У травні 2022 року уряд прийняв більш чітку версію свого плану запровадження євро в Болгарії, яка підтвердила зобов’язання країни прийняти євро в установлений термін.

## Критерії конвергенції
Маастрихтський договір, до якого Болгарія приєдналася на підставі договору про вступ до ЄС у 2007 році, вимагає, щоб усі члени Європейського Союзу приєдналися до євро після виконання певних економічних критеріїв.
У листопаді 2007 року міністр фінансів Пламен Орешарський заявив, що його метою було виконати всі п'ять критеріїв конвергенції до 2009 року і прийняти євро в 2012 році.
Крім того, що Болгарія не виконала вимогу бути членом ERM-II протягом двох років, у 2008 році Болгарія також не задовольнила критерію цінової стабільності. Інфляція в Болгарії за 12 місяців з квітня 2007 року по березень 2008 року досягла 9,4%, що значно перевищило межу контрольного значення в 3,2%. Тим не менш, Болгарія виконала критерій державного бюджету, який має лише дефіцит на рівні максимум 3% валового внутрішнього продукту (ВВП) країни. З 2003 року країна зафіксувала профіцит, який у 2007 році становив 3,4% ВВП. Тоді ЄС прогнозував, що він залишиться на рівні 3,2% ВВП у 2008 і 2009 роках. Болгарія також виконала критерії державного боргу. Протягом попереднього десятиліття борг Болгарії скоротився з 50% ВВП до 18% у 2007 році. Очікувалося, що він досягне 11% ВВП у 2009 році. Нарешті, середня довгострокова процентна ставка протягом попереднього року становила 4,7% у березні 2008 року, і, таким чином, також була в межах контрольної межі в 6,5%.
Аналіз 2008 року показав, що Болгарія не зможе приєднатися до єврозони раніше 2015 року через високу інфляцію та наслідки світової фінансової кризи 2007–2008 років. Деякі члени болгарського уряду, зокрема міністр економіки Петар Димитров, висловлювали припущення про одностороннє введення євро, що не було добре сприйнято Європейською комісією.
У всіх трьох останніх щорічних звітах про оцінку Болгарії вдалося виконати чотири з п’яти критеріїв економічної конвергенції для прийняття євро, лише не виконавши критеріїв, які вимагають, щоб валюта держави була стабільним членом ERM-II для мінімум два роки.

### Приєднання до ERM II
Лев був прив’язаний до євро з моменту запровадження останнього в 1999 році за фіксованим курсом 1 євро = 1,95583 лева через суворо керований валютний комітет. До цього лев був прив'язаний до німецької марки . Хоча валютна рада, яка прив’язує Болгарію до євро, вважалася вигідною для країни, яка так швидко виконує критерії, ЄЦБ тиснув на Болгарію, щоб вона відмовилася від неї, оскільки вона не знала, як дозволити країні, яка використовує валютну раду, приєднатися до євро. Прем'єр-міністр заявив про бажання зберегти валютну раду до введення євро. Проте система негативно впливає на такі фактори, як висока інфляція, нереальний курс до євро та низька продуктивність країни.
Симеон Дянков, тодішній міністр фінансів Болгарії, заявив у вересні 2009 року, що Болгарія планувала ввести ERM II у листопаді, але це було відкладено. Потім це було відкладено через збільшення бюджетного дефіциту за межі Маастрихтських критеріїв. З 2011 року нечленство Болгарії до ERM було основним фактором, який перешкоджав її членству в євро, оскільки Болгарія відповідала іншим критеріям для прийняття євро. У липні 2011 року Дянков заявив, що уряд не перейде на євро, доки триває криза європейського суверенного боргу. У 2011 році міністр фінансів Болгарії Симеон Дянков заявив, що введення євро буде відкладено до стабілізації кризи в єврозоні.
У січні 2015 року тодішній міністр фінансів Владислав Горанов (при прем’єр-міністрі Бойко Борисове) змінив підхід і заявив, що Болгарія може приєднатися до ERM-II до терміну дії чинного уряду. Горанов заявив, що почне переговори з Єврогрупою і координаційною радою для підготовки країни до членства в єврозоні. Рада мала розробити план запровадження євро, запропонувати цільову дату, організацію та підготовчу роботу та координацію експертних робочих груп. Це підтримав і колишній голова Болгарського національного банку Кольо Парамов, який перебував на посаді, коли було створено валютну раду держави. Парамов стверджував, що прийняття «викличе низку позитивних економічних ефектів»: достатня грошова маса (що призведе до збільшення кредитування, необхідного для покращення економічного зростання), позбавлення від валютної ради, що заважає Нацбанку функціонувати як кредитор останньої інстанції. щоб врятувати банки від фінансових проблем, і, нарешті, приватні та державні кредити виграли б від нижчих процентних ставок (принаймні вдвічі нижчих). Колишній заступник голови Болгарського національного банку Еміль Харсев погодився з Парамовом, заявивши, що перейти на євро можна вже в 2018 році, а «членство Болгарії в єврозоні матиме лише позитивний вплив на економіку», оскільки «з моменту створення валютної ради в 1997 році, ми сприймали всі негативні наслідки вступу до єврозони, не отримуючи позитивних (доступ до європейського фінансового ринку)».
Після парламентських виборів 2017 року уряд Борисова було переобрано. Борисов заявив, що має намір подати заявку на приєднання до ERM II, але Горанов уточнив, що уряд намагатиметься приєднатися лише після того, як країни єврозони будуть готові схвалити заявку, і що він очікує, що це стане зрозуміло до кінця 2017 року. Обіймавши головування в Раді Європейського Союзу в січні 2018 року, прем’єр-міністр Бойко Борисов вказав, що ніяких роз’яснень не було, але заявив, що збирається розглянути заявки як на ERM-II, так і на Шенген до липня 2018 року. У липні 2018 року Болгарія надіслала лист до Єврогрупи про своє бажання брати участь у ERM II та зобов’язання укласти угоду про «тісну співпрацю» з Банківським союзом.
У січні 2019 року міністр фінансів Владислав Горанов заявив, що сподівається, що Болгарія зможе приєднатися до механізму ERM-II у липні і ввести євро з 1 січня 2022 року. Однак цей термін був перенесений на липень 2019 року через додаткові умови, які вимагали уряди єврозони, а саме, що Болгарія:
- Приєднуйтесь до банківського союзу одночасно з ERM (це означає, що болгарські банки повинні спочатку пройти стрес-тести).
- Посилити нагляд за небанківським фінансовим сектором та повністю запровадити правила ЄС щодо боротьби з відмиванням грошей.
- Ретельно впровадити реформи Механізму співпраці та перевірки (CVM).

Хоча згадуються реформи CVM і очікується прогрес у судовій реформі та організованій злочинності, вихід з CVM не є передумовою.

Станом на жовтень 2019 року міністр фінансів Владислав Горанов мав на меті увійти до ERM II до квітня 2020 року. У січні 2020 року директор-розпорядник МВФ Крісталіна Георгієва заявила, що Болгарія може приєднатися до ERM II пізніше в 2020 році і спочатку ввести євро в 2023 році. У лютому Борисов заявив, що заявка Болгарії буде розглянута в липні. У березні болгарський центральний банк заявив, що ця ціль більше не є реальною через триваючу пандемію COVID-19. Однак у квітні Борисов заявив, що просуне заявку до кінця квітня. Причиною такого повороту він назвав пакет допомоги в 500 мільярдів євро для подолання економічних наслідків пандемії коронавірусу, який міністри фінансів Єврогрупи узгодили 10 квітня. 24 квітня Fitch Ratings оголосило, що вони, ймовірно, підвищать РДЕ Болгарії в іноземній валюті на дві щаблі між приєднанням Болгарії до ERM II і прийняттям євро:
«…З огляду на те, що реакція на пандемію COVID-19 займає значні ресурси щодо політичної участі на рівні всього ЄС, сприяння вступу болгарського лева до ERM2 може стати відносним пріоритетом для європейських інституцій. Якщо занепокоєння щодо ризиків зменшиться і процес відновиться, це підтримає рейтинг, як підкреслює наша думка, що за всіх рівних умов ми підвищимо довгостроковий РДЕ Болгарії в іноземній валюті на дві ступені між вступом до ERM II і вступ до євро».
30 квітня 2020 року Болгарія офіційно подала документи до Європейського центрального банку, щоб подати заявку на приєднання до ERM II, що є першим кроком для введення євро. 12 травня виконавчий віце-президент Європейської комісії Валдіс Домбровскіс заявив, що Болгарія може приєднатися до ERM II разом із Хорватією у липні 2020 року, що обидві країни зробили 10 липня.

### Статус
Болгарія виконала 3 з 5 критеріїв в останньому звіті про конвергенцію, опублікованому Європейським центральним банком у червні 2020 року.

## Переваги
Оскільки лев прив’язаний до євро за фіксованим обмінним курсом, можна стверджувати, що Болгарія вже є де-факто членом єврозони, оскільки вона не може проводити незалежну грошово-кредитну політику, а тому пов’язана грошово-кредитною політикою та процентною ставкою. рішення Європейського центрального банку (ЄЦБ) без права голосу. Прийняття євро і, таким чином, де-юре членство в зоні євро посилило б позиції Болгарії, надавши їй право голосу в ЄЦБ.
Крім того, той факт, що лев прив'язаний до євро за фіксованим обмінним курсом, також означає, що Болгарія не може девальвувати свою валюту, щоб зробити свій експорт більш конкурентоспроможним. Тому Болгарія нічого не втратила б у цьому плані, перейшовши на євро.
Інші переваги введення євро включають покращений нагляд за системно важливими банками Болгарії після приєднання до ERM II разом з Банківським союзом, а також зниження вартості позик і повний доступ до рятувальних пакетів єврозони, які призначені для вирішення проблем. економічні наслідки пандемії COVID-19 2020 року.

## Дизайн
Болгарські євро монети замінять лев, як тільки будуть виконані критерії конвергенції. Оскільки поточний лев був фіксований до німецької марки за номіналом, прив’язка лева фактично змінилася на євро за курсом 1,95583 лева = 1 євро, що є фіксованим обмінним курсом німецької марки до євро. З нагоди підписання договору про вступ до ЄС 25 квітня 2005 року болгарський національний банк випустив пам’ятну монету номіналом 1,95583 лева, що надає їй номінальну вартість рівно 1 євро.
Мадарський вершник був одним із фаворитів, щоб стати символом Болгарії для використання на національній стороні євро-монет країни. Іншими видатними претендентами на титул «Символ Болгарії» були стародавня традиція нестинарів (болгарських вогнеборців), кирилиця, Рильський монастир та середньовічна фортеця Царевец поблизу Велико-Тирново.
До 17 червня 2008 року дебати щодо дизайну майбутніх болгарських євромонет проходили по всій країні. Вони тривали до 29 червня, коли голосування вирішило використовувати символ на всіх монетах. Болгари голосували на поштових відділеннях, заправках і школах.
Нарешті, 29 червня було оголошено, що 25,44% болгарських виборців обрали Мадарського вершника для зображення на майбутніх монетах євро.

## Лінгвістичні проблеми

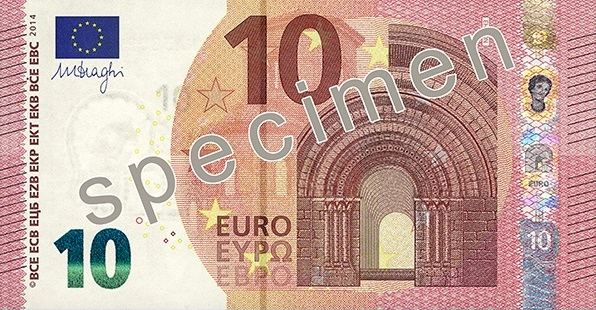
Банкнота номіналом 10 євро з нової серії «Європа», написана латинським (EURO) та грецьким (ΕΥΡΩ) алфавітами, а також кирилицею (ЕВРО) у результаті приєднання Болгарії до Європейського Союзу в 2007 році.

Використання болгарською мовою кирилиці та непроста транслітерація слова євро спричинили деякі проблеми щодо офіційного використання мови, що стосується євро. Європейський центральний банк та Європейська комісія спочатку наполягали на тому, щоб Болгарія прийняла назву ЕУРО (тобто euro), а не оригінальну болгарську вимову ЕВРО ([ˈɛvro]; з болгарської Европа [ɛvˈrɔpɐ]), стверджуючи, що назва валюти має бути максимально стандартизована в ЄС. Болгарія стверджувала, що алфавіт та фонетична ортографія її мови виправдовують виняток. На саміті ЄС 2007 року в Лісабоні це питання було вирішено на користь Болгарії, завдяки чому євро з 13 грудня 2007 року стало офіційним написанням кирилиці.
Це рішення вплинуло на дизайн банкнот євро. Друга серія банкнот (починаючи з банкноти 5 євро, випущеної з 2013 року) містить термін «ЕВРО» та абревіатуру «ЕЦБ» (скорочення від "Европейска централна банка", болгарська назва Європейського центрального банку). У першій серії були лише стандартний латинський алфавіт «EURO» і грецький «ΕΥΡΩ».
На спільній стороні монет євро є лише латинське «EURO». Грецькі монети містять альтернативне грецьке написання на національній (лицьовій) стороні. Таким чином, болгарські монети можуть наслідувати їх, маючи «EURO» з одного боку та «ЕВРО» з іншого.
Множина євро в болгарській мові змінюється в розмовній мові – евро, евра [ɛvˈra], еврота [ˈɛvrotɐ] – але найпоширенішою формою є евро – без флексії у множині. Слово євро, однак, має звичайну форму з постпозитивним означеним артиклем – еврото [ˈɛvroto].
Слово євроцент – евроцент [ˈɛvrot͡sɛnt] і, швидше за все, це, або тільки цент [ˈt͡sɛnt], буде використовуватися в майбутньому, коли європейська валюта буде прийнята в Болгарії. На відміну від євро, слово «цент» має повну флексію як в означеній, так і в множині: евроцент (основна форма), евроцентът (повний означений артикль – постпозитивний), евроцентове (множина), 2 евроцента (форма числівника – після числівників). Проте замість цента могло бути використане слово стотинки, однина стотинка, назва субодиниці нинішньої болгарської грошової одиниці, оскільки воно стало синонімом слова «монети» в розмовній болгарській мові; як і «цент» (від лат. centum), його етимологія походить від слова, що означає сто – сто. Стотинки широко використовуються в болгарській діаспорі в Європі для позначення субодиниць валют, відмінних від болгарського лева.